# Samuel Klingenstierna
Samuel Klingenstierna, född 18 augusti 1698 på Tolefors i Kärna socken i Östergötland, död 26 oktober 1765 i Uppsala, var en svensk matematiker och fysiker verksam vid Uppsala universitet, som professor 1728–1752, och samtida med bland andra Linné och Celsius. Klingenstierna levde i en tid då Newtons och Leibniz teorier diskuterades och accepterades av vetenskapsmän i Europa.

## Uppväxt och studier
Samuel Klingenstierna var son till majoren Zacharias Klingenstierna och Helena Maria Gyllenadler samt sonsons sonson till biskop Zacharias Klingius och dotterson till biskop Samuel Enander. Klingenstiernas rika naturgåvor märktes medan han ännu gick i skolan i Linköping hos biskop Haquin Spegel, som fann ett nöje i att emellanåt examinera och undervisa den hoppingivande ynglingen.
Vid universitetet i Uppsala, där Klingenstierna skrevs in vid 18 års ålder, studerade han först juridik och kom då att läsa Samuel Pufendorfs avhandling om natur- och folkrätten. I den påträffade han ett då för honom obekant uttryck quantitates morales. När han rådfrågade en äldre kamrat om detta, erhöll han till svar att om han ville lära känna kvantiteter, måste han läsa matematik. På ytterligare förfrågan om vilken författare som skrivit bäst i denna vetenskap hänvisades han till Euklides Elementa, en bok han genast skaffade sig. Det berättas att han studerade Martinus Gestrinius upplaga av Elementa, som innehöll de sex första böckerna.
Därefter började han sina matematiska studier, till en början under handledning av den skicklige matematikern Anders Gabriel Duhre, då bosatt i närheten av Uppsala. På Duhres rekommendation började han studera Analyse Demontrée av Charles-René Reyneau, en bok som beskriver Descartes geometri med algebra och Leibniz differentialkalkyl. Han studerade också Newtons Principia, som förklarar fysikaliska frågor med matematik.
Sedan gjorde han sig på egen hand förtrogen med de förnämsta arbetena inom den högre matematiken och antogs 1720 till medhjälpare vid recensionerna i "Acta literaria Suecise", men begav sig redan samma år till Stockholm, där han skrevs in som tjänsteman i Kammarkollegium. Då emellertid hans håg fortfarande stod till matematiken, återvände han 1723 till Uppsala och öppnade där en matematisk skola.
För att utröna hur den kunniga allmänheten skulle döma honom skickade han in tre arbeten till Vetenskaps-Societeten i Uppsala som blev godkända och trycktes i societetens handlingar. Alla tre artiklarna behandlar fysikaliska problem med matematiska lösningar. Den sista artikeln som trycktes 1725 handlar om rörelsen för en rörlig kropp i ett rör som kretsar kring en given punkt. Problemet löste han med Leibniz differentialkalkyl. I lösningen finner man för första gången ett integraltecken i svensk text. Klingenstierna nämner också Newtons Principia som referens i lösningen.
Klingenstierna och Anders Celsius blev de första invalda ledamöterna av Kungliga Vetenskapsakademien efter dess bildande 1739.

## Resor på kontinenten
Redan då började ryktet om hans kunskaper att sprida sig. Kammarkollegium, där han blivit e. o. tjänsteman, anmälde vid 1723 års riksdag honom till understöd för vetenskapliga resor. Efter att ha fått det Helmfeltska resestipendiet kunde Klingenstierna 1727 påbörja sin lärdomsresa till Tyskland, Schweiz, Frankrike och England. Under den tre år långa resan blev han bekant med många av dåtidens lärde såsom matematikerna Johann och Nicolaus I Bernoulli i Basel, filosofen och matematikern Christian Wolff i Marburg, matematikern James Stirling och astronomen Edmond Halley i London.
Klingenstierna hade grundligt studerat även den äldre matematiska litteraturen. Så till exempel finns bland hans handskrifter ett försök till restitution av Euklides Porismata, ett företag, som först i våra dagar blifvit med framgång fullföljt (av Chasles, 1860). Under vistelsen i Marburg studerade Klingenstierna även filosofi under Wolfs ledning och uppträdde under sin första professorstid i Uppsala som ivrig anhängare av dennes filosofiska system samt presiderade för flera filosofiska avhandlingar. Dessa utmärker sig visserligen genom klarhet och reda, men innehåller ingenting originellt, och i alla händelser torde det numera vara omöjligt att avgöra, vilka bland dem som är författade av Klingenstierna själv. Emellertid övergav Klingenstierna själv snart helt och hållet filosofin, dels därför att han fruktade att bli beskylld för irrlärighet, dels emedan han kom att tvivla på systemet och tyckte, att man lika gärna kunde behålla de gamla gissningarna som att anta nya.

## Professur vid Uppsala universitet

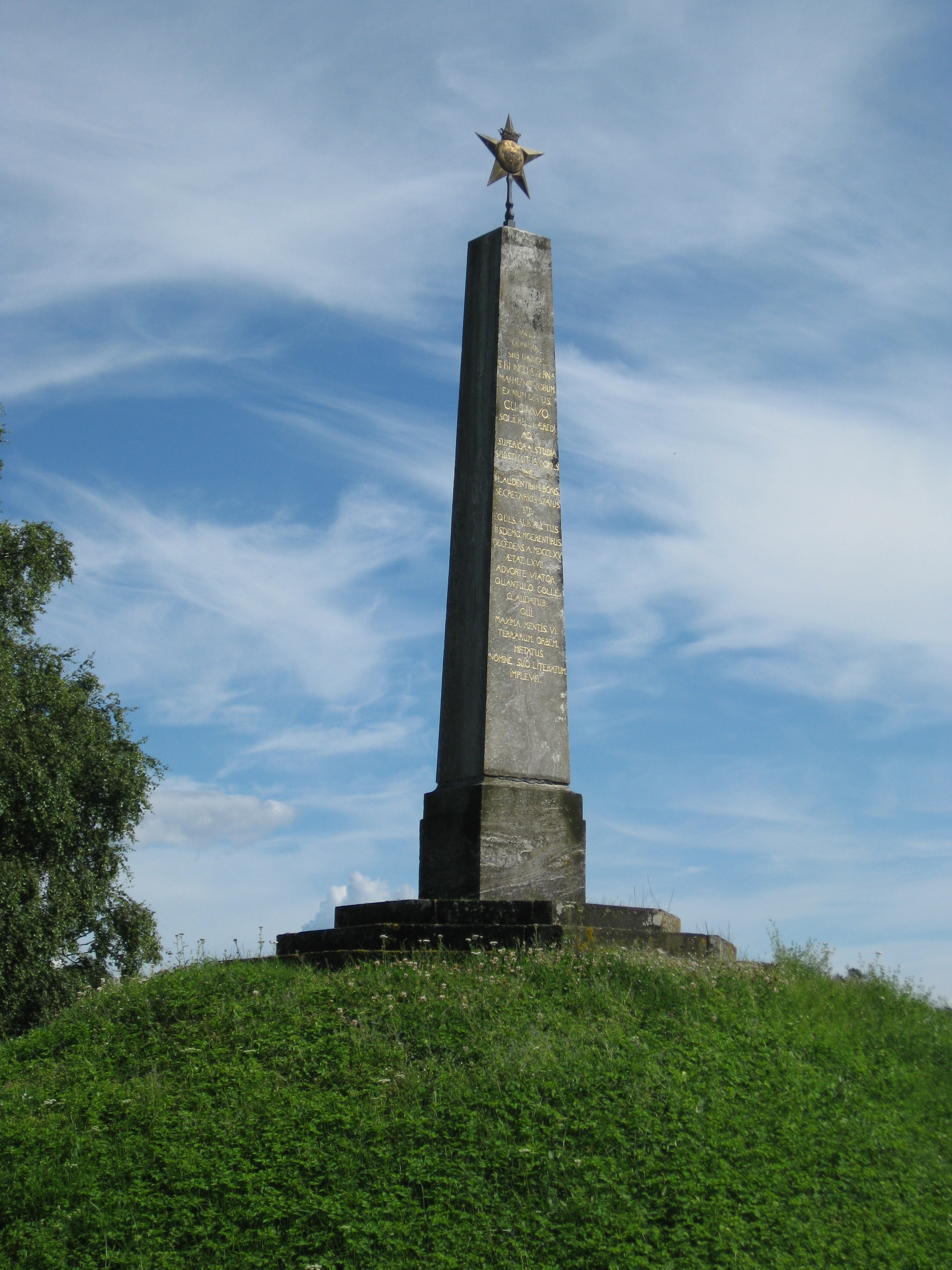
Gravmonument rest över Samuel Klingenstierna och Olof von Dalin utanför Lovö kyrka.

Redan under sin lärdomsresa växte Klingenstiernas vetenskapliga anseende, och när den matematiska geometriprofessuren i Uppsala 1728 blev ledig utnämndes Klingenstierna, framför allt på grund av Christian Wolffs förord. En professor i geometri skulle också undervisa i fysik. I totalt 24 år kom Klingenstierna att utöva sin akademiska lärarverksamhet vid Uppsala universitet.
Genom klarheten och livligheten i sina föredrag, ofta åtföljda av fysikaliska experiment, lockade han till sitt auditorium en stor skara ynglingar, som därigenom leddes in på matematikens studium. Följden blev att intresset för geometri och närliggande vetenskaper tog ett betydande steg framåt.
När en ny professur i experimentalfysik infördes i Uppsala valde Klingenstierna att tillträda den nya tjänsten. Han erhöll redan 1752 avsked med pension för få ägna sig åt matematiskt författarskap och särskilt en kurs i artillerivetenskap. Emellertid inträffade förhållanden som gjorde att detta arbete aldrig blev fullbordat. När Olof von Dalin 1756 av Hattpartiet skildes från sin befattning som lärare för kronprins Gustav, valde ständerna enhälligt Klingenstierna som efterträdare. Han mottog förtroendet och bibehöll platsen till 1764, då han på grund av sjuklighet biträddes av Bengt Ferner. Klingenstierna hade 1756 blivit utnämnd till kansliråd och 1762 erhållit statssekreteraretitel.
Han avled 1765 och fick sin sista vila på Lovö kyrkogård vid sidan av Olof von Dalin under en för dem gemensam, av Lovisa Ulrika uppförd minnesvård. Klingenstierna var ledamot av Vetenskapsakademin, Kungliga Vetenskaps-Societeten i Uppsala och Royal Society i London samt korresponderande ledamot av Académie des sciences i Paris.
Carl Gustaf Nordin skrev hans "Minne".

## Eftermäle
Klingenstierna ådrog sig den vetenskapliga världens uppmärksamhet först genom två små uppsatser i Acta literaria Suecise (1723) rörande ett sätt att bestämma atmosfärens höjd och rörande en förbättrad konstruktion av termometrar; det var också som fysiker och särskilt i egenskap av optiker, som han förvärvade sig sin europeiska ryktbarhet. Newton hade nämligen med stöd av sina experiment uppställt en lag för ljusstrålarnas dispersion, vilken, om den varit sann, skulle ha omöjliggjort konstruktionen av akromatiska kikare. Visserligen hade Euler, hänvisande till ögats inrättning, dragit i tvivelsmål riktigheten av Newtons lag, men inte lyckats bringa frågan fullt på det klara. Klingenstierna upptog saken till ny behandling och visade rent geometriskt, att Newtons lag i dubbelt avseende innebar en självmotsägelse, meddelade detta åt den berömde glassliparen John Dollond, fick genom dennes experiment full bekräftelse på riktigheten av sin åsikt och gav därigenom anledning till införande av akromatiska kikare. Klingerstierna, som själv var en erfaren glasslipare, gjorde sedermera teorin för kikare till föremål för en utförligare behandling i de båda skrifterna Om ljusstrålars aberration och Tentamen de definiendis et corrigendis aberrationibus radiorum luminis (1762, prisbelönt av Petersburgakademien), varvid han även tog i betraktande den sfäriska aberrationen. Bland hans övriga arbeten inom fysiken må nämnas hans, på egna och andras experiment stödda, undersökningar rörande elektriciteten.
Inom den rena matematiken var Klingenstierna den förste svensk, som deltog i behandlingen av de på dagordningen stående frågorna, vilkas lösning för vetenskapens vidare utveckling var av vikt, och han kan på grund därav med skäl kallas Sveriges förste matematiker. Så finner man bland hans handskrifter uppsatser rörande rekurrenta serier, seriesummeringar, integralformler, differentialekvationers integration, ortogonaltrajektorier och sannolikhetskalkyl, alltsammans frågor, som under förra hälften av 1700-talet togo matematikernas särskilda uppmärksamhet i anspråk. Att han dock inom matematikens historia intager en ganska undanskymd plats beror dels därpå, att flertalet af hans avhandlingar förblivit otryckt, dels därpå, att han behandlade ungefär samma frågor som Euler och därför i alla viktigare saker blev förekommen av denne. Dock torde Klingenstiernas metod för integration av lineära differentialekvationer med konstanta koefficienter i elegans och enkelhet väl kunna mäta sig med Eulers och d’Alamberts några få år tidigare upptäckta. Vid sina undersökningar begagnade Klingenstierna, då tillfälle erbjöd sig, med förkärlek den geometriska metoden, vilken han ansåg äga den fördelen, att man vid varje steg visste, var man befann sig och hur långt man hade kommit.
Åt mekaniken ägnade Klingenstierna stor uppmärksamhet och löste flera dithörande svårare problem. Han deltog även i striden rörande förhållandet mellan levande och döda krafter, varvid han förfäktade den till slut segrande åsikten, att skillnaden mellan dessa båda slag av krafter icke var reell, utan blott formell. Jämväl som astronomisk författare uppträdde Klingenstierna med några avhandlingar, bland dem Methodus nova ecclipses solares computandi, genom vilken han ville underlätta de numeriska kalkylerna vid solförmörkelsers bestämmande.
Som universitetslärare åtnjöt Klingenstierna stort anseende. Han var den förste, som i Uppsala föreläste experimentalfysik med anställande av fysikaliska experiment och lockade därigenom många att ägna sig åt de matematiska vetenskaperna, så att det under hans tid nästan var en modesak att studera matematik. Vid studiet af den rena matematiken införde han till allmänt bruk Euklides’ elementa, vilket arbete förut använts endast för dem, som ämnade förvärva grundligare insikter i vetenskapen; genom honom blev också studiet av differential-och integralräkningen infört vid universitetet. Klingenstierna var den förste svenske matematiker, som bildat en egentlig skola; bland hans lärjungar må nämnas Elvius, Mallet, Melanderhielm och Strömer. Utom ett tjugutal avhandlingar, de flesta införda i Vet. akad:s och Vet. soc:s handlingar, utgav Klingenstierna Euklides elementorum libri sex priores una cum unde-cimo et duodecimo (1741), Åminnelsetal över Chr. Polhem (1753) och Några anmärkningar till herr Musschenbroeks Physica, införda i dennes Inledning till naturkunnigheten (1747). Klingenstierna presiderade även för 71 akademiska disputationer, de allra flesta utan tvivel författade av respondenterna. I handskrift efterlämnade han mer än 200 avhandlingar och uppsatser i de matematiska vetenskapsgrenarna, vilka 1764–66 ordnades av Mallet för att omedelbart tryckas och utgivas. Då emellertid det härför erforderliga och 1767 begärda statsanslaget på grund av penningbrist inte kunde erhållas, blev hela saken om intet, och handskrifterna kvarstannade i förvar inom släkten, till dess de, efter att förgäves ha blivit hembjudna åt Kungl. biblioteket i Stockholm, 1816 överläts till Vet. soc. i Uppsala, i vars ägo de ännu finns. Endast några anmärkningar rörande teorien för teleskop är utgivna, under titel Selecta ex manuscriptis posthumis.
Även för vitterheten hade han sinne och kunde under sina sista år ur minnet recitera långa stycken ur latinska skaldeverk.